# François-Pierre de La Varenne

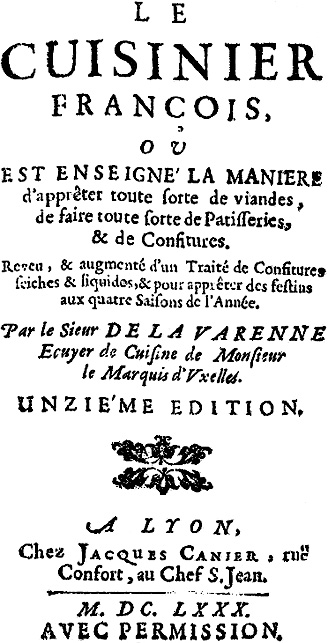
Titelblatt Le Cuisinier François von 1680

François-Pierre de La Varenne (* 1618 in Dijon; † 1678 ebenda; Pseudonym, bürgerlicher Name unbekannt) war der bedeutendste französische Küchenchef des 17. Jahrhunderts, dessen berühmtes Kochbuch Le Cuisinier François (Der französische Koch) die europäische Kochkunst bis heute geprägt hat.
La Varenne kochte zunächst für Maria von Medici, die Frau Heinrichs IV., später für Louis Chalon du Blé, den Marquis d’Uxelles, Vater von Nicolas Chalon du Blé, bevor er 1651 Le Cuisinier François und zwei Jahre später Le Pastissier François (modernes frz.: pâtissier; Der französische Konditor) veröffentlichte. Beide Bücher zählen zu den erfolgreichsten Kochbüchern Frankreichs. Sie werden bis heute verlegt. Die in diesem Buch verwendeten Begriffe (z. B. au bleu oder au naturel) werden bis heute verwendet. Fisch (Forelle) (truite) au bleu wird fangfrisch in einem Gemüse-Kräuter-Weißwein-Sud geköchelt, wobei sich die Fischhaut metallisch blau färbt.
Der Cuisinier François war die erste größere Rezeptsammlung seit über 100 Jahren und gab der französischen Küche, die noch unter dem Einfluss des Mittelalters und der italienischen Küche der Renaissance stand, neue Impulse, die über ganz Europa ausstrahlten. La Varenne empfahl die sparsame Verwendung von Gewürzen und die Beigabe von Gemüse zur täglichen Mahlzeit und markierte damit den entscheidenden Bruch mit der Kochtradition des Mittelalters.

## Werke
- Le Cuisinier François, enseignant la maniere de bien apprester & assaisonner toutes sortes de viandes, grasses & maigres, legumes, & patisseries en perfection, &c. Reveu, corrigé, & augmenté d’un traitté de confitures seiches & liquides, & autres delicatesses de bouche. Ensemble d’une table alphabetique des matieres qui sont traittées dans tout le livre., Paris 1651
- Le Pastissier François. Où est enseigné la maniere de faire toute sorte de Pastisserie tres-vtile à toutes personnes. Jean Gaillard, Paris 1653; Louis & Daniel Elsevier, Amsterdam 1655